# Макс Бройтігам
Макс Бройтігам (нім. Max Bräutigam; 28 грудня 1886 — ?) — німецький офіцер-підводник, капітан-лейтенант кайзерліхмаріне.

## Біографія
1 квітня 1905 року вступив на флот. Учасник Першої світової війни. З 31 жовтня по 1 грудня 1917 року — командир SM UB-84, з 8 липня по 11 листопада 1918 року — SM UB-73. 6 березня 1920 року звільнений у відставку.

## Звання
- Морський кадет (1 квітня 1905)
- Фенріх-цур-зее (7 квітня 1906)
- Лейтенант-цур-зее (28 вересня 1908)
- Оберлейтенант-цур-зее (27 січня 1911)
- Капітан-лейтенант (19 квітня 1916)

## Нагороди
- Залізний хрест 2-го класу